# Den begravda pyramiden
Den begravda pyramiden är en 8 meter hög ofullbordad pyramid av kalksten i Sakkara i Egypten cirka 20 kilometer söder om centrala Kairo. Det var farao Sekhemkhet som under den tredje dynastin lät bygga pyramiden år 2645 f.Kr. (cirka). Den byggdes med den närliggande Djosers trappstegspyramid som modell och var oupptäckt fram till 1950-talet då den upptäcktes av egyptologen Zakaria Goneim. 
Det tros att pyramiden enligt planerna skulle ha byggts större än Djosers trappstegspyramid, men att den knappt kom att nå över marknivå innan arbetet avbröts. Vilket därmed kom att ge den namnet den begravda pyramiden.

## Bilder

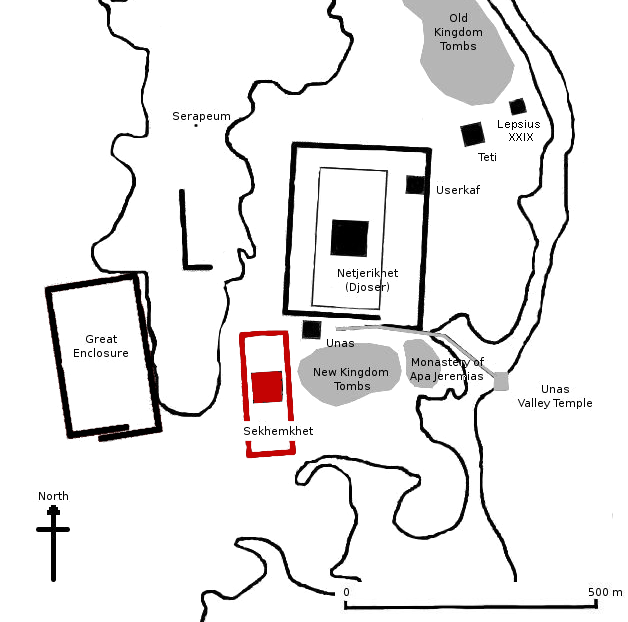
Planskiss över området
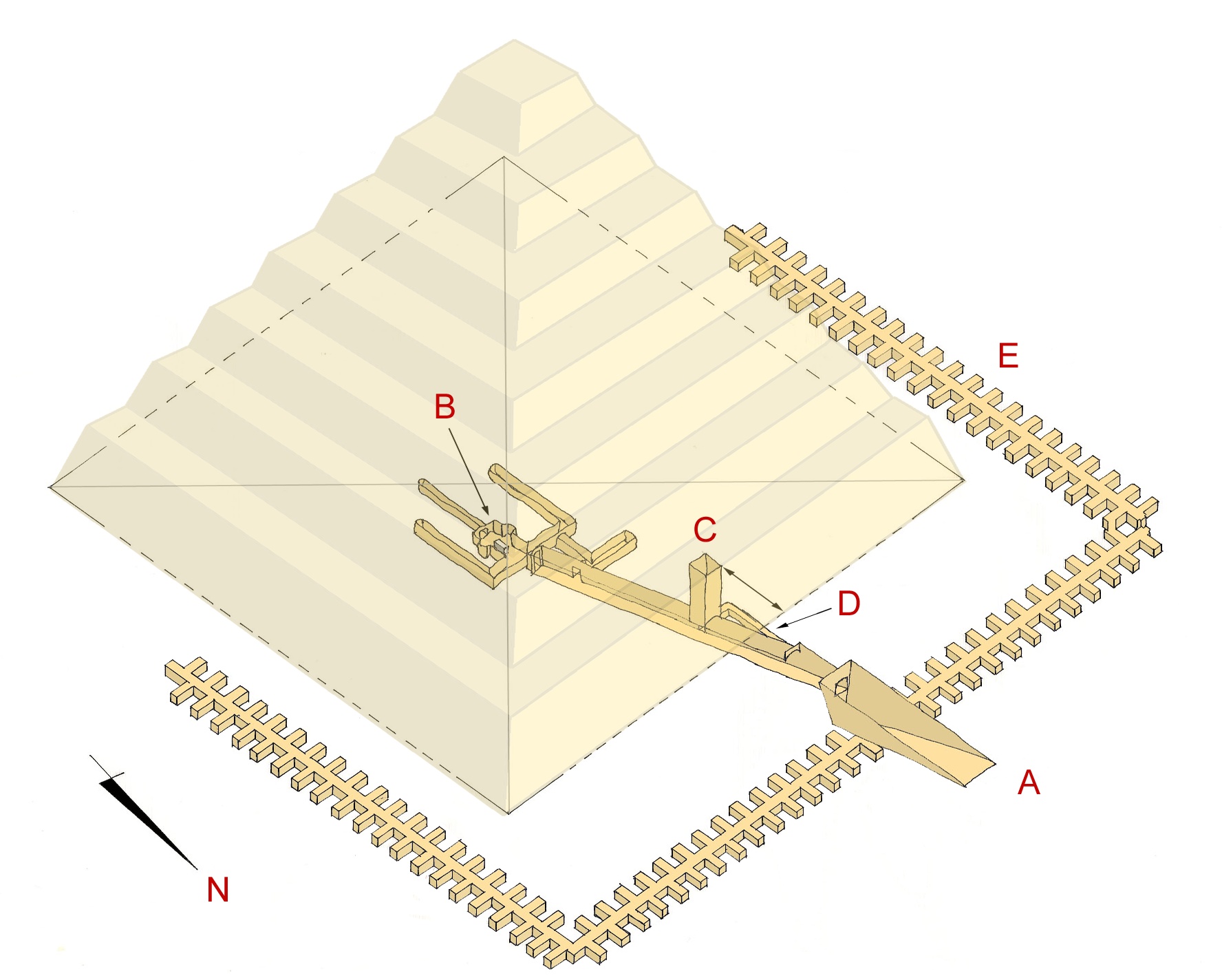
Skiss över pyramiden